# 科西 (切爾尼夫齊區)
48°28′0″N 28°1′14″E / 48.46667°N 28.02056°E
科西（烏克蘭語：Коси）是位於烏克蘭西南部的村莊，由文尼察州裡莫希利夫-波季利斯基区的切爾尼夫齊市鎮負責管轄。該村面積1.32平方公里，海拔高度161米，2001年人口209，人口密度每平方公里158.57人。